# Strick am Hals
Strick am Hals ist eine US-amerikanische Filmkomödie aus dem Jahr 1948 von Charles Barton mit dem Komikerduo Abbott und Costello. Der Film basiert auf den Original-Drehbuch For Love or Money von Charles Grayson und Arthur T. Horman nach einer Story von Daniel Taradash, Julian Blaustein und Bernard Feins.

## Handlung
Ted und Tommy arbeiten als Fensterputzer in New York. Der dubiose Nick Craig hält die beiden für Boten und beauftragt sie, 50.000 Dollar von einem Mr. Stewart abzuholen. Stewart übergibt ihnen das Geld und lässt die beiden beschatten. Tommy geht in eine Poststation und schickt das Geld an Craig. Sie erstatten Bericht, doch Craig glaubt, dass sie das Geld gestohlen haben. Er hält Ted und Tommy als Geiseln über Nacht.
Am nächsten Morgen bringt der Postbote den Umschlag, der allerdings nur die Probe eines Gesichtspuders enthält. Craig gibt den beiden Freunden 48 Stunden Zeit, das Geld zu beschaffen. Ted und Tommy finden heraus, dass die Post Tommys Umschlag mit dem eines Kosmetikbetriebes vertauscht hat. Sie suchen den Adressaten des Umschlages auf und lernen so die Sekretärin Carol Blair kennen. Carol gesteht, dass sie den Großteil des Geldes ausgegeben habe und bittet Craig, Ted und Tommy mehr Zeit einzuräumen. Craig ruft seinen Buchmacher J. C. McBride an, an den das Geld eigentlich gehen sollte. McBride gibt ihm einen 30:1-Tip auf das Pferd Lolly C.
Ted, Tommy und Carol gehen zur Rennbahn und setzen den Rest des Geldes auf Lolly C. Das Pferd verliert jedoch durch Manipulationen von McBride, der sich dem Trio, das ihn nicht kennt, im Anschluss als Julius Caesar vorstellt. McBride überredet die drei zu einem Abendessen in einem teuren Restaurant. Ted und Tommy sehen hier ihre Chance, Craigs Handlangern zu entgehen, indem sie sich verhaften lassen, weil sie ihr Essen nicht bezahlen können. Craig kommt jedoch ins Restaurant und lässt beide zu einer Kiesgrube bringen. Erst jetzt erkennt Carol, dass ihr Tischpartner McBride ist. Carol hat in der Zwischenzeit 50.000 Dollar an einem Spielautomaten gewonnen, so kann Craig seine Schulden bei McBride begleichen. Schnell eilen Carol und McBride zur Kiesgrube, in der Ted und Tommy schon Betonklötze an den Füßen haben und im nächsten Fluss versenkt werden sollen. Ted und Tommy verlangen von Craig Bezahlung für ihren ursprünglichen Botendienst und schubsen ihn und seine Männer in den nassen Beton, in dem sie auf ihren Hosenböden landen. Am Ende küsst Carol Tommy.

## Produktion

### Hintergrund
Gedreht wurde der Film von Mitte November bis Mitte Dezember 1947 in New York sowie in den Universal-Studios in Universal City.

### Stab
Irving Friedman war der musikalische Direktor. Howard W. Koch arbeitete als Regieassistent.

### Besetzung
In kleinen nicht im Abspann erwähnten Nebenrollen traten Ellen Corby, James Flavin, Bess Flowers, Russell Hicks, Harold Miller und Minerva Urecal auf. Ebenfalls unerwähnt blieb Ben Welden als Mr. Stewart. 

## Synchronisation
Die deutsche Synchronfassung entstand im Auftrag der Mars-Film GmbH.
| Rolle             | Schauspieler | Deutscher Synchronsprecher |
| ----------------- | ------------ | -------------------------- |
| Ted Higgins       | Bud Abbott   | Bruno Fritz                |
| Tommy Hinchcliffe | Lou Costello | Georg Thomalla             |
| Carol Blair       | Cathy Downs  | Inge Landgut               |

## Veröffentlichung
Die Premiere des Films fand am 5. April 1948 statt. In der Bundesrepublik Deutschland kam er am 6. Juni 1952 in die Kinos, in Österreich im August 1952.

## Kritiken
Der Filmkritiken-Aggregator Rotten Tomatoes hat in einer Auswertung von über 500 User-Kritiken ein Publikumsergebnis von 59 Prozent positiver Bewertungen ermittelt.
Das Lexikon des internationalen Films schrieb: „Anspruchslose, aber routinierte Unterhaltung.“
Der Kritiker des TV Guide sah einen Film mit einer minimalen Geschichte, die als Entschuldigung für die üblichen Gags des Komikerduos herhalte. Gute Nebendarsteller, gute Regie und die unverwüstlichen Abbott und Costello sorgen für einige sehr lustige Momente.